# Rock: música dura, la suicidada por la sociedad
Rock: música dura, la suicidada por la sociedad es un manifiesto escrito por el músico argentino Luis Alberto Spinetta —titulado así en evidente alusión al ensayo de Antonin Artaud acerca de van Gogh—, que hizo público en ocasión de la presentación en el Teatro Astral del disco Artaud, en octubre de 1973. En este manifiesto expone su propia concepción del rock, vinculada a un estado de plenitud interior, y su rechazo a la visión nihilista del rock focalizada en el sexo y las drogas duras.

## Texto
Son tantos los matices que comprenden la actitud creativa de la música local –entendiendo que en esa actitud existe un compromiso con el momento cósmico humano–, son tantos los pasos que sucesivamente deforman los proyectos, incluso los más elementales como ser mostrar una música, reunir mentes libres en un recital, producir en suma algún sonido entre la maraña complaciente y sobremuda que:

EL QUE RECIBE DEBE COMPRENDER DEFINITIVAMENTE QUE LOS PROYECTOS EN MATERIA DE ROCK ARGENTINO NACEN DE UN INSTINTO.
Por lo tanto: el Rock no le concierne a ciertas músicas que aparentemente INTUIDAS POR LAS NATURALEZAS DE QUIENES LAS EJECUTAN siguen guardando una actitud paternalista, tradicional en el sentido enfermo de la tradición, formulista, mitómana, y en la última floración de esta contaminación, sencillamente “facha”.
Sólo en la muerte muere el instinto.
Por lo tanto, si éste se mantiene invariable, adjunto a la condición humana a la que necesitamos modificar para reiluminarnos masivamente, quiere decir que tal instinto es la vida.
El Rock no es solamente una forma determinada de ritmo o melodía.
Es el impulso natural de dilucidar a través de una liberación total los conocimientos profundos a los cuales, dada la represión, el hombre cualquiera no tiene acceso.
El Rock muere sólo para aquellos que intentaron siempre reemplazar ese instinto por expresiones de lo superficial, por lo tanto lo que proviene de ellos sigue manteniendo represiones, con lo cual sólo estimulan “EL CAMBIO” exterior y contrarrevolucionario.
Y no hay cambio posible entre opciones que taponan la opción de la liberación interior.
El Rock no ha muerto.
En todo caso, cierta estereotipación en los gustos de los músicos debería liberarse y alcanzar otra luz. El instinto muere en la muerte, repito. El Rock es el instinto de vivir y en ese descaro y en ese compromiso. Si se habla de muerte se habla de muerte, si se habla de vivir, VIDA.
Más vale que los rockeros, cualesquiera sean sus tendencias (entre las cuales dentro de lo que se entiende por instinto de Rock no hay mayores contradicciones) jamás se topen con los personajes hijos de puta demonios colaterales del gran estupefaciente de la represión que pretende conducirnos por el camino de la profesionalidad.
Porque en esa profesionalidad se establece –y aquí entran a tallar todas las infinitas contusiones por las que se debe pasar hasta llegar a dar un juego que contradice a la liberación, que pudre el instinto, que modifica como un cáncer incontenible la piel original de la idea creada hasta hacerla, en algunos casos, pasar a través de un tamiz en el que la energía totalizadora de ese nuevo lenguaje abandona la sustancia integral que el músico dispuso por instinto en su momento de crear, y luego esa abortación está presente en los escenarios, en la afinación, hasta en la imagen exterior del mensaje cuando por fin se hace posible verlo.
Tengo conciencia de que el público ve esta debilidad y no se libera: sufre.
Luego esta ausencia de totalidad, esa parcialidad, es el negocio del Rock.
El negocio del cual viven muchos a costa de los músicos, poetas, autores, y hombres creativos en general.
O sea, esta difamación de proyectos sólo adquiere relieve en esa “ganancia” que representa haber ejecutado el negocio, y solamente en ese nivel hay una aparente eficacia.
Es la parcialidad de pretender que algo que es de todos termina en definidas cuentas en manos de aquellos bastardos de siempre.
Este mal, por último rebote, cae nuevamente en la nuca de los músicos, y los hace pelota.
Luego de participar del juego, son muy pocos los que aun permanecen con fuerzas para impedir la trampa al repetir una y otra vez el juego mediante el cual expresarse, o simplemente arriesgar en el precipicio de la deformación un mensaje que por instintivo es puro y debería llegar al que lo recibe tal cual nació.
Este juego pareciera ser el único posible (hay mentalidades que nos fuerzan a que sea así).
Lo importante es que hay otros caminos.
Luego de haber caído tantas veces antes de ejecutar esa caída final, parábola definitiva en la que se cierran los cerebros para no amar ni dar, hay muy pocos músicos que pueden seguir conservando ese instinto.
DENUNCIO SIN EL LÍMITE DE LA DENUNCIA
A LO QUE NO RECIBE DENUNCIA
A LO QUE LA DENUNCIA TRASPASA
A ALGO PEOR QUE LA DENUNCIA.
Denuncio a los representantes y productores en general, y los merodeadores de éstos sin excepción, por indefinición ideológica y especulación comercial.
Ya que estos no se diferencian de los patrones de empresa que resultan explotadores de sus obreros.
O sea, por ser los engranajes de un pensamiento de liberación a quienes no les interesa que toda la pieza se mueva, dado que al producirse el más mínimo movimiento, serían los primeros en auto reprimirse y dejarían por tanto de participar en la cosa.
Denuncio a ciertas agrupaciones musicales que se alimentan con esas mentalidades no libres, a pesar de contar con el apoyo del público de mente libre.
Denuncio a otros grupos musicales por repetitivos y parasitarios, por atentar contra la música amplia y desprejuiciada, estableciendo mitos con imágenes calcadas de otras músicas que son tan importantes como las que ellos no se atreven a crear ni sentir.
Denuncio a los tildadores de lo extranjerizante, porque reprimen la información necesaria de músicas y actitudes creativas que se dan en otras partes del planeta, y porque consideran que los músicos argentinos no pueden identificarse con sentimientos hoy día universales.
Además es de prever que si estos señores desconocen que la Argentina provee a su música nuevos contenidos nativos, ellos mismos están minimizando la riqueza de una creación local apenas florecida.
Denuncio a otras mentalidades por elitistas y pronosticadoras del suceso de la muerte de algo que por instintivo no puede morir antes de la vida misma.
Denuncio a las editoriales “fachas” por distribuir información falsa en sí misma, y por deformar la información verdadera para hacerla coincidir con las otras mentalidades a las que denuncio.
Denuncio a los participantes de toda forma de represión por represores y a la represión en sí por atañer a la destrucción de la especie.
Denuncio finalmente a mi yo enfermo por impedir que mi centro de energía esencial domine este lenguaje al punto que provoque una total transformación en mí y en quien se acerque a esto.

El rock, música dura, cambia y se modifica, en un instinto de transformación.
Luis Alberto Spinetta